# Barnaba (Fiłatow)
Barnaba, imię świeckie Wiaczesław Jurjewicz Fiłatow (ur. 21 kwietnia 1953 w Aszchabadzie) – biskup Ukraińskiego Kościoła Prawosławnego Patriarchatu Moskiewskiego.

## Życiorys
Od 1974 mieszkał z rodziną w Suchumi, gdzie śpiewał w chórze cerkiewnym i pisał ikony. 22 kwietnia 1976 metropolita suchumski i abchaski Eliasz wyświęcił go na diakona i skierował do służby w soborze Zwiastowania w Suchumi. W 1991 zamieszkał w Makiejewce, w obwodzie donieckim. 2 maja tego samego roku biskup doniecki i ługański Joannicjusz wyświęcił go na kapłana i skierował do pracy duszpasterskiej w cerkwi św. Jana Kronsztadzkiego w Kirowsku. Ks. Fiłatow rozpoczął również studia zaoczne w kijowskim seminarium duchownym. W latach 1993–1995 służył kolejno w soborach Kazańskiej Ikony Matki Bożej w Makiejewce oraz św. Jerzego w tym samym mieście.
5 stycznia 1995 biskup doniecki i mariupolski Hipolit przyjął od niego wieczyste śluby zakonne, nadając mu imię Barnaba. Od 1995 do 1996 był dziekanem okręgu makiejewskiego. W 1996 otrzymał godność ihumena, zaś w 1997 – archimandryty. W 2002 został dziekanem okręgu torezkiego.
24 stycznia 2007 Święty Synod Ukraińskiego Kościoła Prawosławnego nominował go na wikariusza eparchii donieckiej, z tytułem biskupa makiejewskiego. Uroczysta chirotonia miała miejsce 11 lutego 2007 w soborze św. Jerzego w Makiejewce. W tym samym roku przez kilka miesięcy był ordynariuszem eparchii berdiańskiej, następnie wrócił do poprzedniej godności.
W 2014 otrzymał godność arcybiskupią.